# اتحادیه دو و میدانی سوئد
اتحادیه دو و میدانی سوئد (انگلیسی: Swedish Athletics Association) سازمان اداره کننده ورزش دو و میدانی در کشور سوئد است.
این فدراسیون که در سال ۱۸۹۵ تأسیس شده مقر آن در شهر استکهلم قرار دارد.